# Kubi
Kubi (首) is een Japanse historische film uit 2023, geregisseerd en geschreven door Takeshi Kitano die ook een van de hoofdrollen speelt. De film is gebaseerd op de gelijknamige roman uit 2019 van Kitano.

## Verhaal
De film vertelt de historische gebeurtenis die leidde tot het Honnō-ji-incident dat plaatsvond in 1582 tijdens de Japanse Sengokuperiode.

## Rolverdeling
| Acteur              | Personage         |
| ------------------- | ----------------- |
| Beat Takeshi        | Hideyoshi Hashiba |
| Hidetoshi Nishijima | Akechi Mitsuhide  |
| Ryō Kase            | Oda Nobunaga      |
| Kaoru Kobayashi     | Tokugawa Ieyasu   |
| Tadanobu Asano      | Kanbei Kuroda     |
| Nao Ōmori           | Hidenaga Hashiba  |
| Ken'ichi Endō       | Araki Murashige   |
| Masanobu Katsumura  | Saitō Toshimitsu  |
| Kan'ichirō          | Mori Ranmaru      |
| Jun Soejima         | Yasuke            |
| Yoshiyoshi Arakawa  | Shimizu Muneharu  |
| Musaka Naomasa      | Ankokuji Ekei     |
| Ittoku Kishibe      | Sen no Rikyū      |
| Kenta Kiritani      | Hattori Hanzō     |

## Productie
Kubi ging op 23 mei 2023 in première op het Filmfestival van Cannes buiten competitie.